# María Gimeno

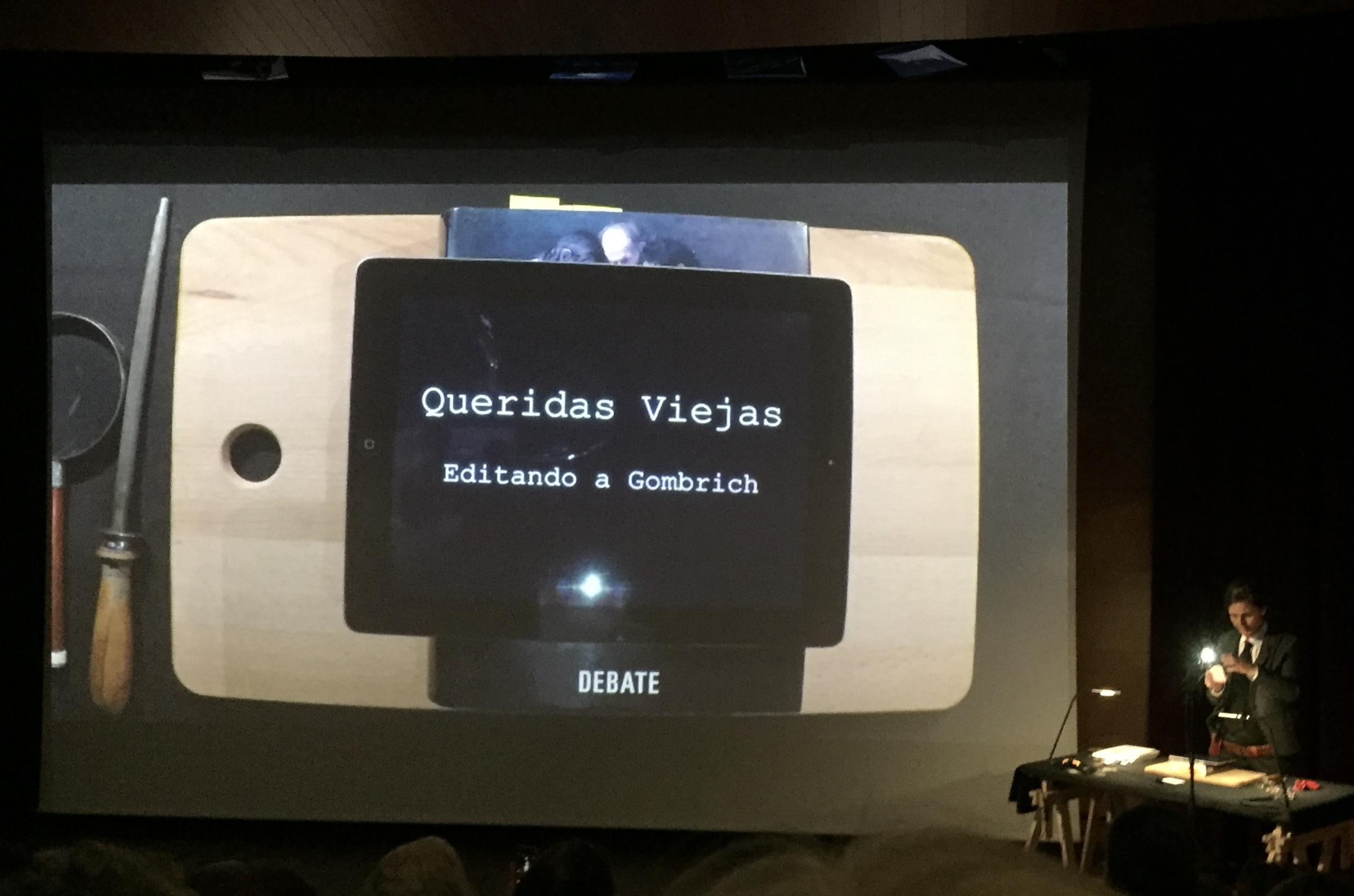

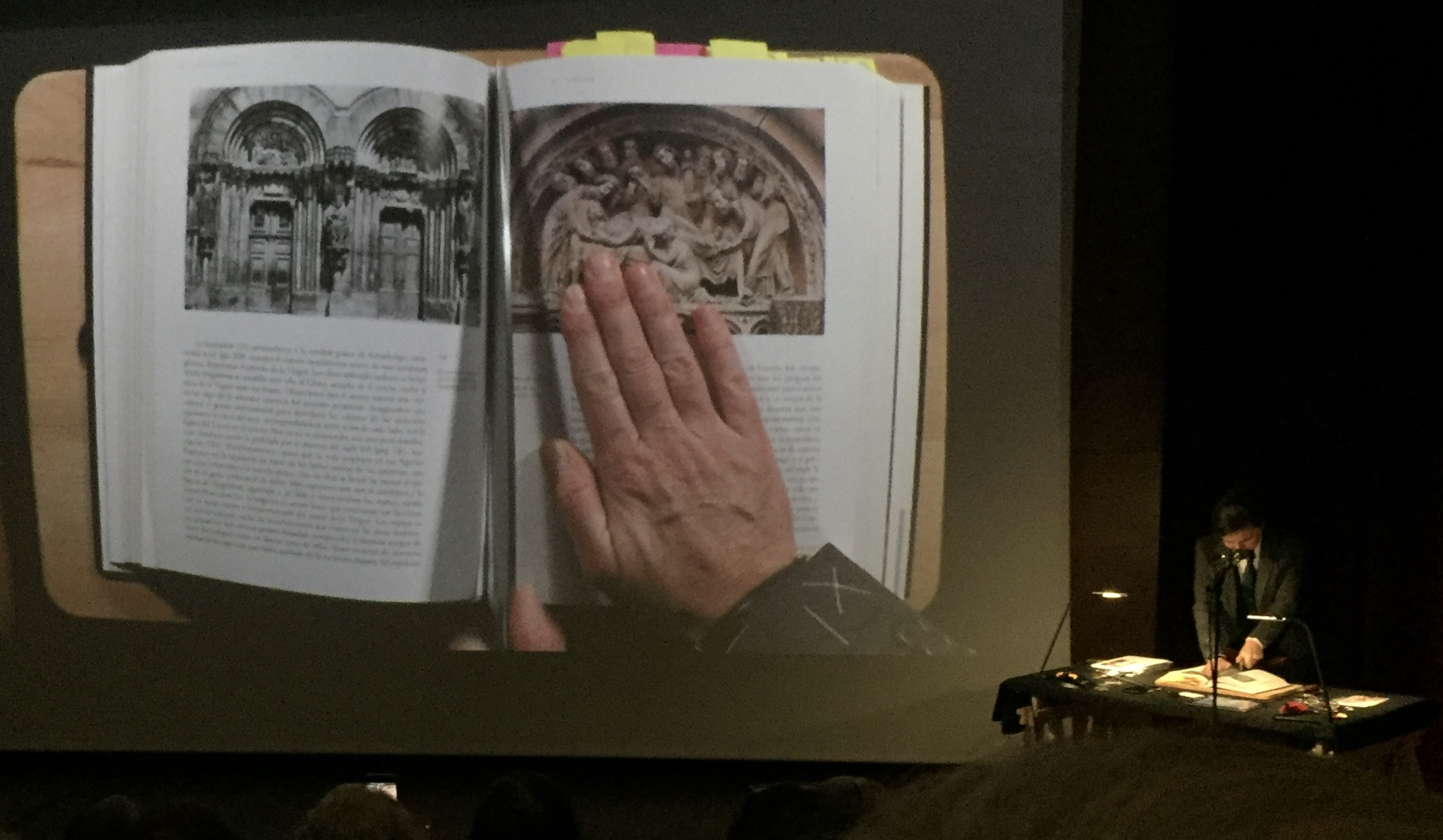
Cortando el libro de Gombrich para insertar imágenes de mujeres artistas

María Gimeno Morán (Zamora 21 de mayo de 1970) es una artista multidisciplinar contemporánea española especialmente conocida por su trabajo "Queridas viejas",  mediante su conferencia performativa, corrige la falta de mujeres en la historia del arte.  Especializada en desvelar e incorporar a mujeres artistas que han sido excluidas, desglosa el libro de Historia del Arte del historiador y ensayista  E.H Gombrich. Dicho libro ha sido estudiado por varias generaciones de todo el mundo.  El proyecto "Queridas viejas", iniciado en 2014, se presentó en el Museo del Prado de Madrid en el año 2019 y ha continuado presentándolo en diferentes instituciones. Por este proyecto fue galardonada con el Premio MAV 2020, que concede la asociación Mujeres en las Artes Visuales.

## Trayectoria
Nació en Zamora y vive y trabaja entre Madrid y Londres. Inició sus estudios en el 1990 en el Lorenzo de Medici Institute, Florence, además de formarse en fotografía y vídeo en Madrid. Se licenció en la Facultad de Bellas Artes en la Universidad Complutense de Madrid en el año 1996.  
Sus trabajos abarcan diferentes técnicas y formatos, entre la instalación, la performance, el dibujo, tejido y la escultura, para representar sus comprometidos mensajes. Sus proyectos feministas, siempre unidos bajo un objetivo común, reescribir la historia, trata en ellos de desvelar, descubrir esa otra historia en la que la mujer ha sido obviada.     
Se define como feminista autorreferencial. Su trabajo es femenino y feminista, implicado con la situación de la mujer en el siglo XXI y con el compromiso de ser artista.
En 2008 presentó su "Mapa Personal geográfico Introspectivo". Su instalación "Habitando austencias" se expuso en el Museo del Prado de Madrid en el marco de la exposición "Historia de dos pintoras. Sofonisba Anguissola y Lavinia Fontana", desarrollada entre octubre de 2019 y febrero de 2020.
Entre sus obras hay performance y videoperformance “Empecé a hacer performance porque quería accionar las piezas, que ocurriese algo con mi actividad física. No suelo ensayar, porque la performance contrasta mucho con el resto de mi trabajo, que es más lento, además la relación con el espectador se produce sólo durante ese instante y es muy potente”.

## Queridas viejas
En el año 2014, descubrió tras leer el libro Old Mistresses: Women, Art and Ideology (1981) de Griselda Pollock y Rozsika Parker, que había otra visión de la historia del arte que compensara la excluyente y fulminante omisión de las artistas en el tradicional libro de historia del arte del historiador Ernst Gombrich.
El 9 de noviembre de 2019 María Gimeno desarrolló la conferencia - performance "Queridas viejas" en el Museo del Prado, fruto de una investigación sobre la carencia de artistas mujeres en el académico manual de Historia del Arte del historiador austriaco E. Gombrich. En ella realizó un recorrido ordenado cronológico y geográfico por los diferentes capítulos del libro, insertando, con similar maquetación a las páginas originales,  a las mujeres artistas obviadas en la historia del arte, lugar del que han sido excluidas sistemáticamente por este autor cuyo manual es referencia en el siglo XX. En sus posteriores actualizaciones hasta finales del siglo XX, continuó en la misma línea de omisión de las mujeres artistas en el lugar que les corresponde en la historia del arte. La acción consiste en abrir su espacio a las mujeres creadoras, mediante cortes a cuchillo en su interior incluyendo las páginas que faltan, colocándolas en el lugar exacto que les corresponde en “La Historia del Arte” junto a sus contemporáneos. En su didáctico y completo desarrollo, ha insertado páginas nuevas, en las que referencia a las artistas, incluyendo datos referentes a su vida y trabajo, apoyándose en imágenes de su obra. En esta versión incluyó a 85 mujeres artistas omitidas en la historia del arte.
El proyecto "Queridas viejas" fue realizado previamente también en 2019 en la exposición internacional  "FEMINISMOS, Vanguardias feministas de los años 70",  de la austríaca colección Verbund dirigida por Gabriele Schor, en el Centro de Cultura Contemporánea de Barcelona. En este caso la exposición fue completada con otra sección con artistas españolas contemporáneas, en cuya exposición María Gimeno reprodujo su conferencia-performance.

## Performances
- 2019 - Queridas Viejas Museo del Prado
- 2019 - Queridas Viejas CCCB.[13]
- 2017 - Queridas Viejas, BBAA (UCM)
- 2016 - Equilibrio de zancos y platos. Espacio Valverde, Madrid
- 2016 - Queridas Viejas, Galería Rafael Pérez Hernando, Madrid
- 2015 - Círculo Cromático o el equilibrio del artista. Madrid
- 2015 - Si muere el soñador mueren los sueños, Páramo, Guadalajara, México
- 2014 - Queridas Viejas ciclo de tres conferencias y performance, Los martes del Arte, Santa Isabel, Madrid.
- 2014 - Cuando seas padre comerás dos huevos Fondation Slaoui, Casablanca, Marruecos.
- 2013 - La Mirla, Palazzo Lucarini contemporanea. Trevi, Italia.
- 2012 - Un-tittlede Unweaving a cage?, Gowen Contemporary, Cutlog art fair , París.
- 2012 - Lugares Sagrados, intervención en Calle Veneras, Madrid.
- 2012 - Es una mujer, podría ser yo,Local Gastronómico, Madrid
- 2011- Destejiendo el tiempo, Grassy Madrid with the collaboration of Justin Randolph Thompson
- 2023- Queridas Viejas, Museo Kaluz, Ciudad de México

## Reconocimientos

### Premios y Menciones
- 1999 First prize in sculpture, Creative Young Artists Award, Madrid. Exhibition catalogue  2017 Bienal Miquel Navarro, Mislata
- 2004 Mention of honour by Caja Madrid ‘Generaciones 04’. Exhibition catalogue
- 2005 Mention of honour in the competition of artistic creation by the G.ª Jiménez Foundation. Exhibition catalogue
- 2007 Selected for the 34th painting, sculpture and digital art Bancaja bank’s award. Exhibition Catalogue
- 2017 Bienal Miquel Navarro, Mislata
- 2020 Premio MAV  en la categoría de realización de un proyecto, Queridas viejas.[14]

### Becas y residencias
- 2009 Resident at the Jannis Kounellis’ workshop, Foundation Marcelino Botin, Santander, Spain[15]
- 2011 Residency in Sann’a Yemen, Espanish Embasy, Le Murate, Florence, Italy.
- 2013 Residency palazzo Lucarini, Trevi, Italy
- 2014 Residency Diéresis/ MURA Guadalajara México

### Colecciones
Colección Diéresis, Juan Entrecanales Foundation, UBS Collection, Coca-Cola Foundation, Caja Madrid Foundation y Museum Arte Huete Cuenca